# GitHub
GitHub je spletni gostiteljski servis za repozitorije v  Git. Ponuja distribuirano upravljanje z izvorno kodo (SCM) z Git ter nekatere dodatne storitve. V nasprotju z Git-om, ki je ukazno orodje, ponuja GitHub spletni grafični vmesnik. Zagotavlja tudi kontrolo dostopa in številne storitve za kolaborativni razvoj, npr. sledenje napakam, zahteve za lastnosti, upravljanje z nalogami in wiki za vsak projekt.